# Miloslav Styblík
Miloslav Styblík (10. června 1914 Rožďalovice – 23. listopadu 1943 moře u Baham severozápadně od New Providence) byl český pilot Royal Air Force v období druhé světové války.

## Život

### Před druhou světovou válkou

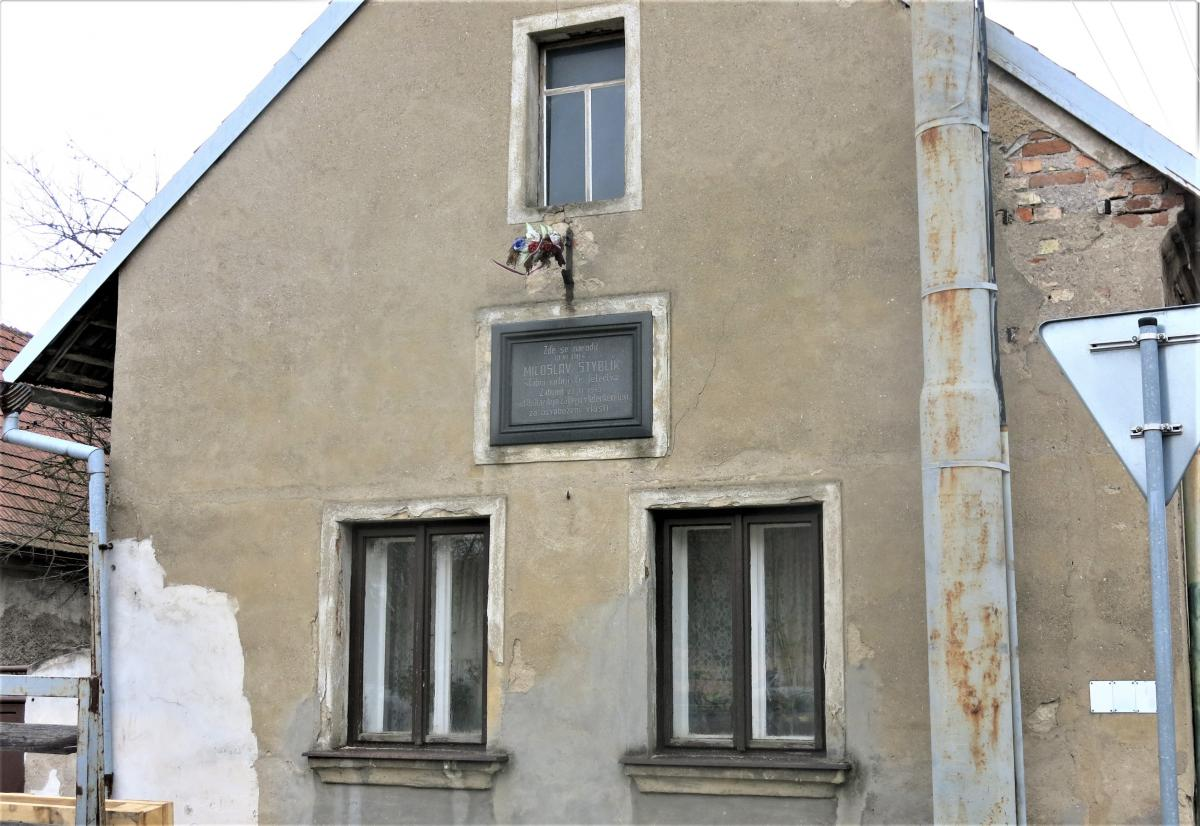
Rodný dům Miloslava Styblíka čp. 73 v Rožďalovicích

Miloslav Styblík se narodil 10. června 1914 v Rožďalovicích na Nymbursku. Vychodil měšťanskou školu a vyučil se obchodním příručím, poté pracoval jako obchodní zástupce. Během vojenského odvodu v roce 1936 si zažádal o vstup do armádního letectva, čemuž bylo vyhověno. K 1. říjnu téhož roku nastoupil prezenční vojenskou službu u Leteckého pluku 4 v Josefově. Absolvoval výcvik na různých typech letadel a v červenci 1938 získal kvalifikaci pilota. Dosáhl hodnosti četaře.

### Druhá světová válka
V době německé okupace v březnu 1939 sloužil Miloslav Styblík na letišti v Křižanově, z rušené Československé armády byl propuštěn 30. dubna téhož roku. Dne 8. července 1939 opustil u Frýdku ilegálně Protektorát Čechy a Morava a odešel do Polska, kde se v Malých Bronowicích předběžně přihlásil do francouzské cizinecké legie. Poté odplul do Francie. Po vypuknutí druhé světové války byl ze svazku uvolněn a zařazen do francouzského armádního letectva a v řadách bombardovací jednotky GB II/32 se zapojil do bitvy o Francii. Po jejím pádu se přes Carcassonne, Alžírsko, Casablancu a Gibraltar evakuoval do Spojeného království. Dne 25. července 1940 byl přijat do Royal Air Force a zařazen k 311. československé bombardovací peruti. První operační let, kterým byl nálet na Brest, absolvoval v březnu 1941. Po 41 misích ukončil v dubnu 1942 první operační turnus. Během mezidobí, kdy absolvoval pouze udržovací lety, přešla 311. peruť od bombardovacího velitelství k velitelství pobřežnímu. Po nástupu k druhému operačnímu turnusu 29. listopadu 1942 se účastnil hlídkových protiponorkových letů nad oceánem. V březnu 1943 se jeho letoun Vickers Wellington Mk.Ic KX-Z podílel na zničení německé ponorky U 665. Druhý operační turnus ukončil v červenci 1943, následně byl odeslán na přeškolení na stroje Consolidated B-24 Liberator. V září nastoupil ke kurzu u 111. OTU na letišti Oaks Field u Massanu na Bahamách. Dne 23. listopadu odstartoval ve stroji North American B-25 Mitchell na noční navigační let. Letoun i s celou šestičlennou posádkou zmizel, moře žádné z těl nevyplavilo. Dne 8. července 1944 byli všichni úředně prohlášeni za mrtvé.

## Ocenění

### Vyznamenání
- Československá medaile Za chrabrost před nepřítelem
- Československý válečný kříž 1939

### Posmrtná ocenění

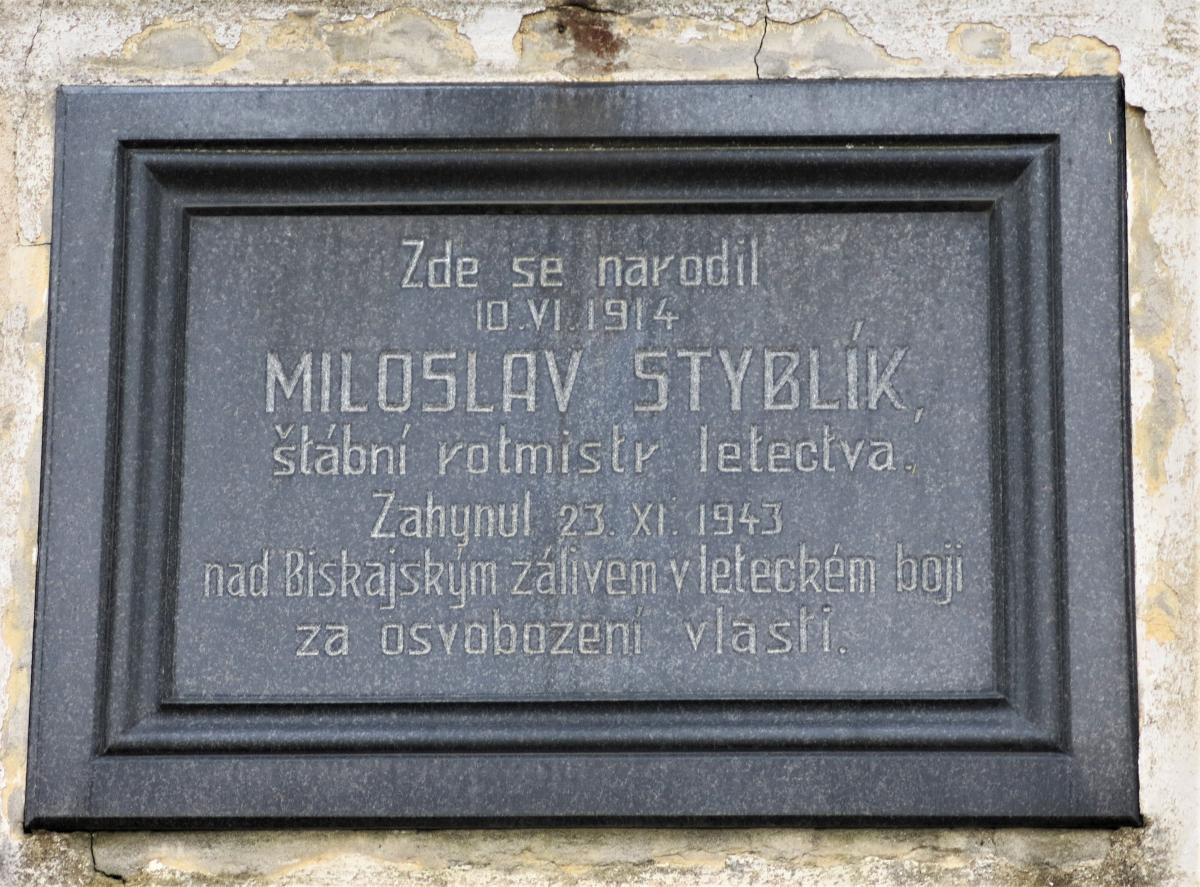
Pamětní deska Miloslava Styblíka s chybou v místě a způsobu úmrtí

- Miloslavu Styblíkovi byla v roce 1946 jeho rodném domě v Rožďalovicích odhalena pamětní deska[2]